# Vámos János
Vámos János (Budapest, 1972. január 19. – 2019. január 31.) magyar labdarúgó.

## Pályafutása
Pályafutását a Csepel SC csapatában kezdte. 1997 és 2000 között a Ferencvárosi TC labdarúgója volt, a fővárosi csapattal bajnoki címet nyert a 2000-2001-es szezonban. Összesen negyven alkalommal állt a zöld-fehér csapat kapujában, bajnoki ezüst- és bronzérmes is volt a klub játékosaként. Pályafutása során két időszakban a Békéscsaba 1912 Előre játékosa is volt, illetve védett Zalaegerszegen, ahol befejezte pályafutását. Szerepelt a magyar utánpótlás válogatottakban is.

## Sikerei, díjai
- Ferencvárosi TC:
  - Magyar labdarúgó-bajnokság bajnok: 2000–01
  - Magyar labdarúgó-bajnokság ezüstérmes: 1997–98, 1998–99
  - Magyar labdarúgó-bajnokság bronzérmes: 1996–97